# Desmopachria decorosa
Desmopachria decorosa är en skalbaggsart som beskrevs av Young 1995. Desmopachria decorosa ingår i släktet Desmopachria och familjen dykare. Inga underarter finns listade i Catalogue of Life.